# Peter Cullen
Peter Claver Cullen (ur. 28 lipca 1941 w Montrealu w prowincji Quebec) – kanadyjski aktor głosowy. Znany najbardziej jako odtwórca głosu Optimusa Prime’a i Ironhide’a z serii Transformers, a także z roli osiołka Kłapouchego w filmach i serialach o Kubusiu Puchatku.

## Życiorys

### Wczesne lata
Urodził się i wychowywał w Montrealu w prowincji Quebec jako jedno z czworga dzieci Henry’ego L. Cullena i Muriel McCann. Dorastał wraz z siostrą Michaelą oraz braćmi – Sonnym i Larrym (został kapitanem w United States Marine Corps). Uczęszczał do Regiopolis-Notre Dame Catholic Secondary School w Kingston. Był uczniem pierwszej klasy kończącej naukę w National Theatre School of Canada w Montrealu, którą ukończył w 1963 roku.

### Kariera
W 1967 zadebiutował jako komandor Bi Bi Latuque w kanadyjskim serialu The Buddies. Potem był spikerem komediowego show telewizyjnego 'The Smothers Brothers Comedy Hour (1967–1969), emitowanego przez CBS. Zagrał drugoplanową postać Allena w dramacie Prolog (Prologue, 1970). Użyczył swojego głosu tytułowemu gigantycznemu gorylowi w filmie Johna Guillermina King Kong (1976) z udziałem Jeffa Bridgesa i Jessiki Lange, a potem tytułowym stworom w Gremliny rozrabiają (Gremlins, 1984).
Za użyczenie głosu Optimusowi Prime w serialu Transformers: Prime (2010) zdobył nominację do nagrody Daytime Emmy oraz otrzymał nagrodę Behind the Voice Actors Award.

## Życie prywatne
Cullen ma troje dzieci: syna Claya i dwie córki – Claire i Pilar E. oraz troje wnuków.

## Filmografia

### Głosy

#### Filmy fabularne
- 1976: King Kong jako King Kong (głos)
- 1984: Gremliny rozrabiają (Gremlins) jako Mogwai / Gremlins (głos)
- 1985: Robotix jako (głos)
- 1986: Transformers: The Movie jako Optimus Prime / Ironhide (głos)
- 1987: Predator jako Predator (głos)
- 1987: Akcja G.I. Joe (G.I. Joe: The Movie) jako Zandar (Dreadnok) / Nemesis Enforcer z Cobra LA (głos)
- 1988: Kosmici grają rocka (Voyage of the Rock Aliens) jako Robot 1359 (głos)
- 1997: Niezwykła przygoda Kubusia Puchatka (Pooh’s Grand Adventure: The Search for Christopher Robin) jako Kłapouchy (głos)
- 1999: Kubuś Puchatek: Czas prezentów (Winnie the Pooh: Seasons of Giving) jako Kłapouchy (głos)
- 2000: Tygrys i przyjaciele (The Tigger Movie) jako Osiołek (głos)
- 2001: Magiczna gwiazdka Mikiego: Zasypani w Café Myszka (Mickey’s Magical Christmas: Snowed In at the House of Mouse) jako Kłapouchy (głos)
- 2003: Prosiaczek i przyjaciele (Piglet’s Big Movie) jako Kłapouchy (głos)
- 2004: Maleństwo i przyjaciele (Winnie the Pooh: Springtime with Roo) jako Kłapouchy (głos)
- 2005: Kubuś i Hefalumpy (Pooh’s Heffalump Movie) jako Kłapouchy (głos)
- 2007: Transformers jako Optimus Prime (głos)
- 2009: Transformers: Zemsta upadłych (Transformers: Revenge of the Fallen) jako Optimus Prime (głos)
- 2011: Transformers 3 jako Optimus Prime (głos)
- 2014: Transformers: Wiek zagłady (Transformers: Age of Extinction) jako Optimus Prime (głos)
- 2017: Transformers: Ostatni rycerz (Transformers: The Last Knight) jako Optimus Prime / Nemesis Prime (głos)
- 2023: Transformers: Przebudzenie bestii (Transformers: Rise of the Beasts) jako Optimus Prime (głos)

#### Seriale TV
- 1982: Nieustraszony (Knight Rider) jako KARR (głos)
- 1984: Voltron – obrońca wszechświata (Voltron: Defender of the Universe) jako król Alfor, Komandor Hawkins, Coran, narrator (głos)
- 1985: Jetsonowie (The Jetsons) jako Jupiter Juggernaut (głos)
- 1985: Mapeciątka (The Muppet Babies) jako dodatkowe głosy
- 1986: Rambo jako sierżant Havoc (głos)
- 2008: Nieustraszony (Knight Rider: The Series) jako K.A.R.R. (głos)
- 2010: Transformers: Prime jako Optimus Prime (głos)
- 2010: Transformers: Wojna o Cybertron (Transformers: War For Cybertron) jako Optimus Prime (głos)
- 2011: Transformers: Rescue Bots jako Optimus Prime (głos)